# Erdmann von Stein
Erdmann von Stein (* 13. November 1662 in Bayreuth; † 18. August 1739 auf Schloss Birken bei Bayreuth) war Oberhofmeister, Wirklicher Geheimer Rat und Premierminister von Bayreuth.

## Leben und familiäres Umfeld
Christian Erdmann Freiherr von Stein zu Nord- und Ostheim auf Emtmannsberg, Ruppers, Nord- und Ostheim, hochfürstllch-brandenburgischer Hofrat, Kammerjunker, Erbtruchseß des Burggrafentums Nürnberg, Landeshauptmann in Hof (1701–1720) und anschließend Königlich-Polnischer und Kurfürstlich-Sächsischer Oberhofmeister wurde als Sohn des Kanzlers des Bayreuther Markgrafen, des Freiherrn Carl von Stein, geboren. Er stammte aus dem alten fränkischen reichsritterschaftlichen Geschlecht der Stein zu Nord- und Ostheim, das in Franken und Thüringen reich begütert war. Seine Mutter war die erste Ehefrau seines Vaters, Maria Katharina von Oeppe (1632–1664). Erdmann von Stein zu Nord- und Ostheim starb am 18. August 1739 auf Schloss Birken bei Bayreuth.
Verheiratet war er seit dem 12. November 1684 mit seiner Cousine ersten Grades Erdmuthe Sophie von Stein zu Nord- und Ostheim (1662–1715), Tochter von Lorenz von Stein, dem Bruder seines Vaters und der Margaretha Barbara von Laineck. Erdmuthe hatte bereits 1671 ihre Mutter beerbt und wurde nach dem Tod des letzten Herrn des Lainecker Geschlechts am 5. Juli 1684 Universalerbin eines riesigen Vermögens, das aus den Gütern Förbau, Schwarzenbach an der Saale, Isaar, Joditz und Zedtwitz bestand. Der gesamte Grundbesitz war einst von ihrem Urgroßvater Urban Caspar von Feilitzsch († 17. September 1649), der ebenfalls markgräflich brandenburgischer Geheimer Rat und Kanzler war, angehäuft worden. Mangels männlicher Nachkommen, hatte er in seinem Testament seine beiden Enkel aus dem Hause Laineck, die Kinder seiner 1644 verstorbenen letzten Tochter, zu Universalerben gemacht. Das Erbe sollte als Sohn- und Tochterlehen in gerader Linie auch auf deren Kinder übergehen. Erstaunlicherweise wurde der Besitz von 1684 an bis Ende des 18. Jahrhunderts auf Töchter weitervererbt. In diesen Fällen mussten aber Männer als Lehensträger gestellt werden, die den Ritterdienst leisteten und das Lehen für die Erbin in Empfang nahmen. Am 6. September 1684 nahm Lorenz von Stein, brandenburgischer Geheimrat und Amtshauptmann von Wunsiedel, als Lehensträger seiner Tochter Erdmuthe Sophie von Stein, das Erbe mit allem was dazugehört, in Besitz. Nach dem Tod ihres Vaters rückte Erdmann von Stein als ihr Ehemann als Lehensträger der Güter nach. Da von den Kindern des Paares nur zwei Töchter am Leben blieben, wiederholte sich dies in ähnlicher Art als Erdmuthe 1715 starb.
Diese Vorgänge verliefen nicht reibungslos, besonders als sich Erdmann entschloss 1718 eine erneute Ehe einzugehen. Die Auserwählte war Christiane Charlotte Freiin von Erffa (1687–1752), Tochter von Hans Wilhelm von Erffa auf Birken, Oberhofmarschall des Markgrafen Christian Ernst von Bayreuth. Diese Ehe blieb kinderlos. Ungeahnt dieses Umstandes, forderten nun seine Töchter, Gräfin Catharina Sophie von Schönburg und Freifrau Eleonore Magdalene von Bodenhausen mit Unterstützung ihrer Ehemänner, die Herausgabe der vom Vater als Fidei commissum verwalteten Güter. Bereits seit längerem war er seinen Zahlungsverpflichtungen dafür schuldig geblieben. Als der Vater von den Töchtern verlangte, die noch in seiner Hand befindlichen Lehen bei ihm ablösen zu müssen, den Wert schätzte er auf 90.000 Gulden, sahen sich diese genötigt sich an den Kaiserlichen Reichshofrat in Wien zu wenden. Als höchstes deutsches Gericht war dies die letzte Instanz. Dort wurde ihre Klage als unbegründet abgewiesen, da es sich nicht um ein Fideikommiss handele, da der Vater weder zu Lebzeiten seiner Frau noch nach deren Tod, Besitzer der Güter war und sie ihm die Nutzung freiwillig, in einem „unverfänglichen Interims-Vergleich“, gestattet hätten.
Mit seiner zweiten Ehefrau lebte er von 1724 bis zu seinem Tod 1739 auf Schloss Birken unweit von Bayreuth. Das Schloss, in dem Ehefrau Christiane Charlotte ihre Kindheit verlebt hatte, war erst 1692 fertiggestellt worden. Während der Sommermonate war Birken die ständige Residenz des markgräflichen Ministers. Im Audienzsaal empfing er Hofbeamte, Gesandte und Bittsteller, im Barocksaal fanden glanzvolle Feste statt, an denen Markgräfin Wilhelmine und Markgraf Friedrich ebenfalls teilnahmen.
Erdmann von Stein, der neben seinen öffentlichen Aufgaben auch die Verwaltung der Güter seiner Frau bzw. seiner Töchter übernahm, hatte zusätzlich noch seine ererbten Ländereien, insbesondere das 1675 von seinem Vater geerbte Nordheim. Er hatte es sich zur Aufgabe gemacht, die Besitzungen nicht nur zu verwalten, sondern auch zu verschönern. 1686 bis 1689 ließ er Schloss Emtmannsberg erbauen, 1704 ließ er auf den Fundamenten eines älteren Vorgängerbaus als Patronatskirche die Johanneskirche (Joditz) errichten, ab 1717 wurde er auf Gut Zedtwitz tätig, wo er Wirtschaftsgebäude und den weitläufigen barocken Schlossbau errichten ließ. Sein jüngerer Halbbruder Carl von Stein auf Völkershausen war bereits 1733 gestorben ohne Söhne zu hinterlassen. So fiel nach Erdmanns Tod Emtmannsberg als Heimfall 1739 an das Markgraftum Bayreuth. Schloss und Gut Zedtwitz gelangte über seine Tochter Eleonore Magdalene an Erich Christoph von Plotho.

## Nachkommen
Die beiden Töchter des Freiherrn von Stein aus seiner ersten Ehe mit Erdmuthe Sophie von Stein waren:
- Catharina Sophie Freiin von Stein zu Nord- und Ostheim (* 13. März 1688; † 23. Januar 1748)

⚭ 27. Januar 1706 Graf Ludwig Friedrich von Schönburg-Stein (* 4. November 1681; † 3. April 1736)
- Eleonore Magdalene Freiin von Stein zu Nord- und Ostheim († 1762)

⚭ 21. Februar 1718 Freiherr Otto Wilke von Bodenhausen (* 18. August 1681 † 1742)
Die beiden Schwestern einigten sich darauf, das mütterliche Erbe aufzuteilen. Förbau und Schwarzenbach an der Saale kamen durch Catharina Sophie an das Haus Schönburg. Isaar, Joditz und Zedtwitz kamen durch Eleonore Magdalenes Tochter an das Haus Plotho.